# Tech house
Tech house este un subgen al muzicii house care combină caracteristicile stilistice ale muzicii techno cu house. Termenul tech house s-a dezvoltat ca o perscurtare în magazinele de discuri pentru categoria de muzică dance electronică care combina aspectele muzicale ale techno, cum ar fi „linii de bas robuste” și „beat-uri pronunțate”, cu armoniile și groove-urile house-ului progresiv.   Muzica a avut inițial un stil de producție curat și minimal, care a fost asociat cu techno-ul din Detroit și Marea Britanie.
La mijlocul și sfârșitul anilor 1990, o scenă s-a dezvoltat în Anglia în jurul nopților de club, cum ar fi The Drop condus de fostul rapper al grupului Shamen, Mr C (Richard West) și Paul "Rip" Stone (co-fondator cu West al Plink Plonk),  Heart & Soul și Wiggle conduse de Terry Francis și Nathan Coles.  Alți DJ și artiști asociați cu acest sound la acea vreme erau Charles Webster, Pure Science, Bushwacka!, Cuartero, Dave Angel, Herbert, Terry Lee Brown Jr., Funk D'Void, Ian O'Brien, Derrick Carter și Stacey Pullen.   Până la sfârșitul anilor 1990, clubul de noapte londonez The End, deținut de Mr C și Layo Paskin, era considerat căminul muzicii tech house în Marea Britanie.  De cealaltă parte a Atlanticului, unul dintre cei mai timpurii inovatori ai genului a fost Lucas Rodenbush, (E.B.E), care a lansat discuri pe coasta de vest a SUA începând cu 1995.

## Caracteristici
Având în vedere faptul că este o simbioză de genuri muzicale, tech-house reunește adesea muzica deep techno sau minimal techno, aromele soulful și jazz al house-ului, accente minimal și foarte adesea elemente dub. Există o oarecare suprapunere cu progressive house, care poate conține și elemente deep, soulful, dub și techno; acest lucru este valabil mai ales de la începutul mileniului, deoarece amestecurile progresive house au devenit adesea mai profunde și uneori mai minimaliste. Cu toate acestea, amestecul tipic progressive house are mai multă energie decât tech house, care tinde să aibă un feeling mai „destins”. Fanii tech house tind să aprecieze subtilitatea, precum și „calea de mijloc” care adaugă o „pată de culoare beat-urilor techno pronunțate” și evită „zgomotul” muzicii house pentru ritmurile complexe.

### Structura muzicală
Ca stil muzical (spre deosebire de un amestec), tech-house folosește aceeași structură de bază ca și house. Cu toate acestea, elementele „sound-ului” house, cum ar fi sunete de jazz realiste (în deep house) și tobe în plină expansiune, sunt înlocuite cu elemente din techno, cum ar fi tobe mai scurte, mai profunde, mai întunecate și adesea distorsionate, fuscinele mai mici, mai rapide, tobe mici mai zgomotoase și teme sintetice sau acide produse de sintetizoatoare, precum TB-303, inclusiv zgomote electronice brute, distorisionate, de unde ne-sinusoidale, cum ar fi forme de undă sawtooth, sau forme de undă pătrată.
Unii producători adaugă, de asemenea, elemente și voci soulful (David Chambers) și la fel de multe sunete electronice brute în muzica lor. Cu toate acestea, o tobă și o linie de bas cu sound techno pronunțat, pare să fie de bază în muzica tech house.

## Istorie
De la începutul anilor 2000, tech house s-a răspândit în Europa. Deși a rămas multă vreme în umbra muzicii techno (propulsată de artiști precum Adam Beyer sau Richie Hawtin din nordul Europei precum Germania, Țările de Jos și Suedia), tech house are un succes uriaș în Spania. Într-adevăr, datorită extinderii noilor DJ precum Marc Maya, Oscar Aguilera sau Raul Mezcolanza (toți DJ rezidenți ai unui box din Barcelona: ROW14), tech house poate concura cu alte stiluri de festivaluri electro, cum ar fi Monegros Desert Festival sau Awakenings Festival. Cu toate acestea, scoaterea în avidență a tech house-ului se datorează și promovării acestui stil de muzică de către alți DJ precum Carl Cox sau Joris Voorn.

### Renașterea modernă
Tech house a devenit o formă foarte populară de muzică dance electronică. Începând din septembrie 2018, Top 100 Beatport  cuprinde multe piese ale artiștilor precum Green Velvet, Fisher, Solardo, Bedouin, Patrick Topping și Jamie Jones, toți încorporând elemente de tech house în muzica lor. Această renaștere în tech house poate fi atribuită recentei creșteri a popularității sunetelor de sintetizatoare analogice, precum și popularizării artiștilor tech house în Statele Unite, prin casele de discuri precum Dirtybird și invitarea mai multor DJ de tech house la festivaluri precum Coachella și CRSSD.